# Sara Balzer
Sara Balzer (Strasburgo, 3 aprile 1995) è una schermitrice francese, specializzata nella sciabola. Ha vinto una medaglia d'argento nella sciabola a squadre ai Giochi olimpici di Tokyo 2020.

## Palmarès
- Giochi olimpici

Tokyo 2020: argento nella sciabola a squadre.
Parigi 2024: argento nella sciabola individuale.
- Mondiali

Il Cairo 2022: argento nella sciabola a squadre.
Milano 2023: argento nella sciabola a squadre.
Tbilisi 2025: oro nella sciabola a squadre.
- Europei

Tbilisi 2017: bronzo nella sciabola a squadre.
Adalia 2022: oro nella sciabola a squadre, bronzo nella sciabola individuale.
Plovdiv 2023: argento nella sciabola individuale.
Genova 2025: oro nella sciabola a squadre.
- Giochi europei

Cracovia 2023: oro nella sciabola a squadre.
- Universiadi

Gwangju 2015: bronzo nella sciabola a squadre.
Napoli 2019: oro nella sciabola individuale, argento nella sciabola a squadre.